# Parascotia nigricans
Parascotia nigricans là một loài bướm đêm trong họ Erebidae.